# Natura 2000-område nr. 69 Ringkøbing Fjord og Nymindestrømmen
Natura 2000-område nr. 69 Ringkøbing Fjord og Nymindestrømmen er et habitatområde (H62), fuglebeskyttelsesområde (F43) og Ramsarområde der har et areal på i alt et areal på 27.684 ha, hvoraf de 21.810 ha er
selve fjorden (de sydlige cirka 2/3-dele af den, afgrænset af en linje fra Ringkøbing til Hvide Sande), mens 5.875 ha er land. Store arealer bl.a. ved udløbet af Skjern Å, på Tipperne og ved Nymindestrømmen vest og syd for Nymindegab, er statsejede.
Ringkøbing Fjord er en stor lavvandet brakvandsfjord, omgivet af store strandengsarealer, med småsøer og enge, f.eks. ved Værnengene og Tipperne, der danner en halvø i den sydlige ende af fjorden. På den østlige side af halvøen findes lavvandede vader og på sydvestsiden findes flere
klitpartier, bl.a. Store- og Lille Mjøl og Bjålum Klit.
Ved Nymindestrømmen findes en række søer af naturtypen næringsrig sø med et
samlet areal på 82 ha.
I den østlige side af Ringkøbing Fjord ligger øen Klægbanken der for en stor del er bevokset med tagrør.
Ved fjordens østside omfatter området Skjern Ås udløbsdelta og her støder planområdet op til Natura 2000-område nr. 68 Skjern Å. Ud for deltaet ligger øen Høje Sande, hvor der nogle år yngler skestork.

## Udpegningsgrundlag for Fuglebeskyttelsesområde nr. 43
| Ynglefugle: - Rørdrum - Skestork - Rørhøg - Plettet rørvagtel - Klyde - Almindelig ryle - Brushane - Fjordterne - Splitterne - Havterne - Mosehornugle Trækfugle: - Knopsvane - Pibesvane - Sangsvane | - Kortnæbbet gås - Grågås - Bramgås - Mørkbuget knortegås - Gravand - Pibeand - Krikand - Spidsand - Skeand - Hvinand - Stor skallesluger - Havørn - Blå kærhøg - Fiskeørn - Vandrefalk - Blishøne - Klyde - Pomeransfugl - Hjejle - Almindelig ryle - Lille kobbersneppe |

## Søer
I område er der kortlagt 10 søer der er større end 5 ha.

### I Nymindestrømmen
I Nymindestrømmen er der 5 søer. Nymindestrømmen er en del af det gamle sydgående afløb fra Ringkøbing Fjord og var indtil 1911
eneste afløb fra Ringkøbing Fjord og dermed også fra Skjern Å. Efter at den nuværende sluse i Hvide Sande blev bygget (indviet i 1931) sandede Nymindestrømmen til som afløb fra Fjorden, og
blev gradvist den uforurenede alkaliske ferskvandssø der kendes i dag.
Vandstrømmen går nu fra syd mod nord med afløb til Ringkøbing Fjord. Dog er søens nordlige bassiner i perioder påvirket af indstrømmende saltvand fra Ringkøbing Fjord. Nymindestrømmen
består af 5 bassiner, hvor de to sydligste tilhører naturtypen næringsrig sø (3150) og de tre øvrige bassiner tilhører naturtypen lagune (1150).
I den sydlige del af søerne er fundet Rødlig vandaks (Rødliste-art),
Liden vandaks, Spinkel vandaks, Smalbladet vandstjerne og Blærerod. Den nordlige del er domineret af ferskvandsarter, der også
tåler svag saltpåvirkning, og det er kun her der findes Hjertebladet vandaks, Børstebladet vandaks, Brodbladet vandaks, Kransnål og
Rørhinde

### Værnengene og Tipperne
På Værnengene og Tipperne er der 5 lavvandede søer.
De fire mindre "Sjap søer" (på mellem 5-10 ha) og den noget større sø Værnsande på omkring 200 ha.

## Fredninger
Hele Ringkøbing Fjord blev fredet i 1985 for at sikre fjordens samlede naturværdier. Denne fredning er senere revideret i 1996. Fredningen omfatter 29.100 ha, hvoraf 827 ha er landarealer . Allerede i 1768 overtog staten den nordlige del af Tipperhalvøen, som i 1898 blev fredet, og i 1947 blev Nymindestrømmen syd for Nymindegab fredet 

## Videre forløb
Natura 2000-planen blev vedtaget i 2011, hvorefter kommunalbestyrelserne
og Naturstyrelsen udarbejdede bindende handleplaner for
gennemførelsen af planen.  Planen videreføres og videreudvikles i senere planperioder. Natura 2000-området ligger i Ringkøbing-Skjern- og Varde Kommune, og naturplanen koordineres med vandplanen for 1.8 Hovedvandopland Ringkøbing Fjord 

## Eksterne kilder og henvisninger
1. 1 2 3 4  Miljøstyrelsen Midtjylland (juni 2023). "Naturplan 2022-2027  Natura 2000-område nr. 69 Ringkøbing Fjord og Nymindestrømmen" (PDF). mst.dk. Miljøstyrelsen. Arkiveret (PDF) fra originalen 7. juni 2024. Hentet 12. juni 2024.
2. 1 2 3 4  
Miljøstyrelsen Midtjylland (2023). "Revideret basisanalyse 2022-2027  Natura 2000-område nr. 69 Ringkøbing Fjord og Nymindestrømmen" (PDF). mst.dk. Miljøstyrelsen. Arkiveret (PDF) fra originalen 12. juni 2024. Hentet 12. juni 2024.
3. ↑  Ringkøbing Fjord Arkiveret 21. marts 2015 hos  Wayback Machine reservatfolder fra Naturstyrelsen
4. ↑  Om fredningen af Tipperne og Værnengene på fredninger.dk
5. ↑  "Natura 2000-planlægning 2022-2027". mst.dk. Miljøstyrelsen. 2023. Arkiveret fra originalen 29. marts 2024. Hentet 11. maj 2024.
6. ↑  Forslag til vandplan Hovedvandopland 1.8 Ringkøbing Fjord via web.archive.org

- Kort over området på miljoegis.mim.dk